# آل جميل (مأرب)

تعديل مصدري - تعديل

آل جميل هي إحدى قرى عزلة ال راشد منيف بمديرية مأرب التابعة لمحافظة مأرب، بلغ تعداد سكانها 318 نسمة حسب تعداد اليمن لعام 2004.